# 59th Medical Wing
Il 59th Medical Wing è uno stormo medico dell'Air Education and Training Command. Il suo quartier generale è situato presso la Joint Base San Antonio-Lackland, nel Texas.

## Organizzazione
Attualmente, al settembre 2017, lo stormo controlla:
- 59th Medical Operations Group
  - 59th Emergency Medical Squadron
  - 59th Medical Child Care Squadron
  - 59th Medical Operations Squadron
  - 59th Surgical Operations Squadron
  - 59th Mental Health Squadron
  - 59th Orthopedic and Rehabilitation Squadron
  - 59th Radiology Squadron
  - 59th Surgical Speciality Squadron
  - 59th Diagnostics and Therapeutics Squadron
  - 59th Laboratory Squadron
  - 59th Pharmacy Squadron
- 59th Medical Support Group
  - 59th Medical Support Squadron
  - 59th Medical Logistics and Readiness Squadron
- 59th Dental Group
  - 59th Dental Squadron
  - 59th Dental Support Squadron
  - 59th Dental Training Squadron
- 559th Medical Group
  - 559th Aerospace Medicine Squadron
  - 559th Medical Operations Squadron
- 959th Medical Group
  - 959th Medical Operations Squadron
  - 959th Inpatient Operations Squadron
  - 959th Clinical Support Squadron
- 359th Medical Group
  - 359th Aerospace Medicine Squafron
  - 359th Dental Squadron
  - 359th Medical Operations Squadron
  - 359th Medical Support Squadron
- 59th Training Group
  - 381st Training Squadron
  - 382nd Training Squadron
  - 383rd Training Squadron
  - 59th Training Support Squadron